# Ivo Scapolo

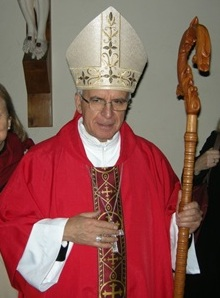
Ivo Scapolo (2014)

Ivo Scapolo (* 24. Juli 1953 in Terrassa Padovana) ist ein italienischer Geistlicher, römisch-katholischer Erzbischof und Diplomat des Heiligen Stuhls.

## Leben
Ivo Scapolo empfing am 4. Juni 1978 die Priesterweihe. 1984 trat er in den diplomatischen Dienst des Heiligen Stuhls und war zunächst in mehreren Nuntiaturen tätig, ehe er in die Sektion für die Beziehungen mit den Staaten im Staatssekretariat wechselte.
Papst Johannes Paul II. ernannte ihn am 26. März 2002 zum Titularerzbischof pro hac vice von Thagaste und Apostolischen Nuntius in Bolivien. Die Bischofsweihe spendete ihm Kardinalstaatssekretär Angelo Sodano am 12. Mai desselben Jahres; Mitkonsekratoren waren Antonio Mattiazzo, Erzbischof ad personam von Padua, und Oscar Rizzato, Almosenier der Apostolischen Almosenverwaltung.
Am 17. Januar 2008 wurde er zum Apostolischen Nuntius in Ruanda ernannt. Papst Benedikt XVI. ernannte ihn am 15. Juli 2011 zum Apostolischen Nuntius in Chile. Am 29. August 2019 ernannte ihn Papst Franziskus zum Apostolischen Nuntius in Portugal. Am 23. Mai 2025 wurde seinem Rücktrittsgesuch durch Papst Leo XIV. stattgegeben.